# Лысенко, Александр Акимович
Александр Акимович Лысенко (6 мая 1920 — 8 января 1944) — заместитель командира батальона 321-го стрелкового полка (15-я стрелковая дивизия, 61-я армия, Центральный фронт), старший лейтенант.

## Биография
Родился в селе Богословское Кочубеевского района Ставропольского края в казачьей семье .
После окончания школы учился в артиллерийском училище. В 1939—1941 годах — красноармеец 21-го кавалерийского полка войск НКВД. Место призыва: Либкнехтовский РВК, Орджоникидзевский край, Либкнехтовский район (ныне Кочубеевский район Ставропольского края). Участник Великой Отечественной войны с 22 июня 1941 года. Звание — старший лейтенант, должность — заместитель командира 2-го стрелкового батальона 321 Одесского стрелкового полка 15 Сивашской дважды краснознаменной ордена Ленина стрелковой дивизии. Воевал Брянском и Центральном фронтах.
В бою при форсировании реки Днепр 2 октября 1943 года был тяжело ранен. Указом Президиума Верховного Совета СССР «О присвоении звания Героя Советского Союза генералам, офицерскому, сержантскому и рядовому составу Красной Армии» от 15 января 1944 года за «образцовое выполнение боевых заданий командования по форсированию реки Днепр и проявленные при этом мужество и героизм» старшему лейтенанту Лысенко Александру Акимовичу присвоено звание Героя Советского Союза.
8 января 1944 года во время боев под Мозырем (Гомельская область Белоруссии) Лысенко получил смертельное ранение от разорвавшейся мины и умер на руках друзей. Похоронен в деревне Нахов Калинковичского района Гомельской области, перезахоронен в городе Калинковичи.

## Награды
- Звание «Герой Советского Союза» с вручением ордена Ленина и медали «Золотая Звезда»: указ Президиума Верховного Совета СССР от 15.01.1944 г.
- Орден Красной звезды: приказ № 14/н от 28.02.1943 г.
- Медаль «За отвагу»: приказ № 57/н от 31.07.1943 г.

## Память
- В сёлах Балахоновском и Кочубеевском установлены мемориальные доски Герою.
- Его именем названы Балахоновская школа и улицы в селах[3]
- В 1949 г. в городе Калинковичи образован переулок имени А. А. Лысенко, установлена мемориальная доска.
- Решением Балахоновского сельского Совета улице, где жил А. А. Лысенко, присвоено его имя.
- В Балахоновском историко-краеведческом музее и средней школеоформлены стенды, посвященные А. А. Лысенко.
- 10 апреля 2014 года в детский доме № 20 «Надежда» села Балахоновское состоялось открытие мемориальной доски, посвященной землякам, Героям Советского Союза, среди которых и А. А. Лысенко.